# Time Ace
Time Ace est un jeu vidéo de combat aérien développé par Trainwreck Studios et The Farm 51, édité par Konami. Il est sorti en 2007 sur Nintendo DS.
Le jeu s'inspire de Time Pilot.

## Accueil
- IGN : 5,9/10[1]